# Parafia Najświętszej Maryi Panny Królowej Polski w Studziankach
Parafia Najświętszej Maryi Panny Królowej Polski Studziankach – parafia rzymskokatolicka, znajdująca się w archidiecezji lubelskiej, w dekanacie Zakrzówek. 
Według stanu na miesiąc luty 2017 liczba wiernych w parafii wynosiła 987 osób.